# Билинза Бийе
Били́нза Бийе́, Ли́нза Бийе — собирающая линза, разрезанная по диаметру пополам, обе половинки которой раздвигаются. Прорезь закрыта непрозрачным экраном. Предназначена для наблюдения интерференции света.
На билинзу направляется свет от щели {\displaystyle S,} параллельной плоскости разреза. В точках {\displaystyle S_{1}} и {\displaystyle S_{2}} получаются действительные изображения щели {\displaystyle S.} Пучки света, исходящие от  них далее перекрываются, образуя интерференционную картину на экране.
Опыты по получению интерференционной картины с помощью билинзы Бийе похожи на Опыт Юнга, различия заключаются только в способе формирования вторичных источников.
Если сдвинуть половины билинзы вдоль оптической оси, одну половину вперёд, а вторую назад, то вид интерференционной картины изменится. Такое расположение частей линзы используется в опыте Меслина.
Установка не имеет большую светосилу и для демонстрации в аудитории опыт с билинзой Бийе, как и с бипризмой и бизеркалом Френеля, мало пригоден.
Установка названа в честь Феликса Бийе (фр. Felix Billet), который впервые описал устройство в своей работе «Об одном принципе геометрической оптики и о его применении к некоторым вопросам и различным приборам» (фр. «Sur un Principe d'optique géométrique et sur son application à plusieurs questions et à divers appareils») в 1854 году.